# Kurfürst-Joachim-Friedrich-Gymnasium Wolmirstedt
Das Kurfürst-Joachim-Friedrich-Gymnasium (KJFG) in Wolmirstedt ist ein 1995 neu gebautes Gymnasium mit einer Nutzfläche von 5822 m² und angrenzender Dreifeldsporthalle am Stadtrand von Wolmirstedt. Es ersetzt das alte Gymnasium Wolmirstedts und wurde für umgerechnet ca. 15 Millionen Euro errichtet. Das Gymnasium zählt mit 942 Schülern und 77 Lehrern (Schuljahr 2017/2018) zu den größten Schulen Sachsen-Anhalts. Namensgeber war der brandenburgische Kurfürst Joachim Friedrich, der im 16. Jahrhundert Administrator der Burg in Wolmirstedt war.

## Schulgebäude
Das Schulgebäude besteht aus zwei Teilen, die nach Süden und Westen ausgerichtet sind. Beide Teile sind über einen gemeinsamen Eingangsbereich miteinander verbunden, an den sich die Aula und Cafeteria sowie die Turnhalle anschließen.
Die Kapazität der neu gebauten Schule reichte schon kurz nach der Eröffnung nicht mehr aus, da nach 1990 viele junge Familien mit Schulkindern aus der nahen Landeshauptstadt Magdeburg in den Einzugsbereich des Wolmirstedter Gymnasiums zogen.
Es musste eine Außenstelle an der „Diesterweg“-Schule in Wolmirstedt bezogen werden, in der zunächst nur die Schüler der 7. Klassen und nach dem Wegfall der Förderstufe auch die Klassenstufen 5 und 6 lernten. Im Jahr 2005 erreichte die Schülerzahl ihr Maximum mit mehr als 1200 Schülern und 101 Lehrern. 
Durch die sinkende Geburtenrate nach der „Wende“ 1990 fiel die Jahrgangsgröße der unteren Klassen und somit auch die Gesamtschüleranzahl nach 2005 wieder deutlich ab. Bestand die 7. Jahrgangsstufe um das Jahr 2000 herum noch aus acht Klassen mit jeweils rund 30 Schülern, so gibt es aktuell nur noch vier fünfte Klassen.
Nach der Rückkehr zum Abitur mit der 12. Klasse, die durch ein Doppelabitur im Schuljahr 2006/2007 vollzogen wurde, entfiel eine weitere Jahrgangsstufe.

## Besonderheiten
- Die Schülerzeitung „Reality“ des Gymnasiums wurde bereits zwei Mal mit der Goldenen Feder des Landes Sachsen-Anhalt als beste Schülerzeitung ausgezeichnet. Im Jahr 2004 konnte die Redaktion vom damaligen Bundespräsidenten Johannes Rau den ersten Preis beim Bundeswettbewerb für Schülerzeitungen entgegennehmen.
- Die Schülerband Kieps, die sich mittlerweile aufgelöst hat, trat mehrfach im Ausland, zum Beispiel in den USA auf. Noch bekannter als Kieps ist jedoch die Band Tokio Hotel, die aber keine Schülerband des KJFG ist. Bill und Tom Kaulitz, Mitglieder von Tokio Hotel, gingen lediglich von der 7. bis zur 10. Klasse auf dem KJFG zur Schule.
- Die Schule trägt seit dem 15. Juli 2006 offiziell den Titel „Schule ohne Rassismus, Schule mit Courage“. Pate bei geplanten Aktionen unter diesem Motto war der Handballspieler Joël Abati, der im November 2007 durch seinen Mitspieler Fabian van Olphen abgelöst wurde, da Joël Abati nach Frankreich ging.
- Seit dem Schuljahr 2006/2007 ist das KJFG eine rauchfreie Schule. In den Jahren zuvor wurden die Möglichkeiten zum Rauchen bereits stark beschränkt, seitdem ist das Rauchen jedoch völlig verboten.
- Seit Januar 2018 besitzt das Gymnasium schuleigenes Wlan, das für Lehrer und Schüler nutzbar ist.

## Besondere Lernangebote
- Bilingualer Unterricht in den Fächern Geografie und Sozialkunde
- Absolvieren des Cambridge-Zertifikats im Fach Englisch

## Bekannte Schüler
- Bill und Tom Kaulitz, Mitglieder der Band Tokio Hotel
- Martin Stichnoth (* 1977), Landrat des Landkreises Börde
- Philip Wiegratz (* 1993), Schauspieler
- Lucie Hammecke (* 1996), 2019 bis 2024 Mitglied des Sächsischen Landtags

## Erfolge und Auszeichnungen
- Erster Preis für Schülerzeitung „Reality“ beim Bundeswettbewerb für Schülerzeitungen (2004)
- Teilnahme am Bundesfinale von Jugend trainiert für Olympia im Tischtennis
- Gewinn der „Goldenen Feder“ des Landes Sachsen-Anhalt für die beste Schülerzeitung (2002, 2003)
- Sportlichste Schule des Ohrekreises (2003, 2004)
- Schule ohne Rassismus – Schule mit Courage